# Neck-Dissection

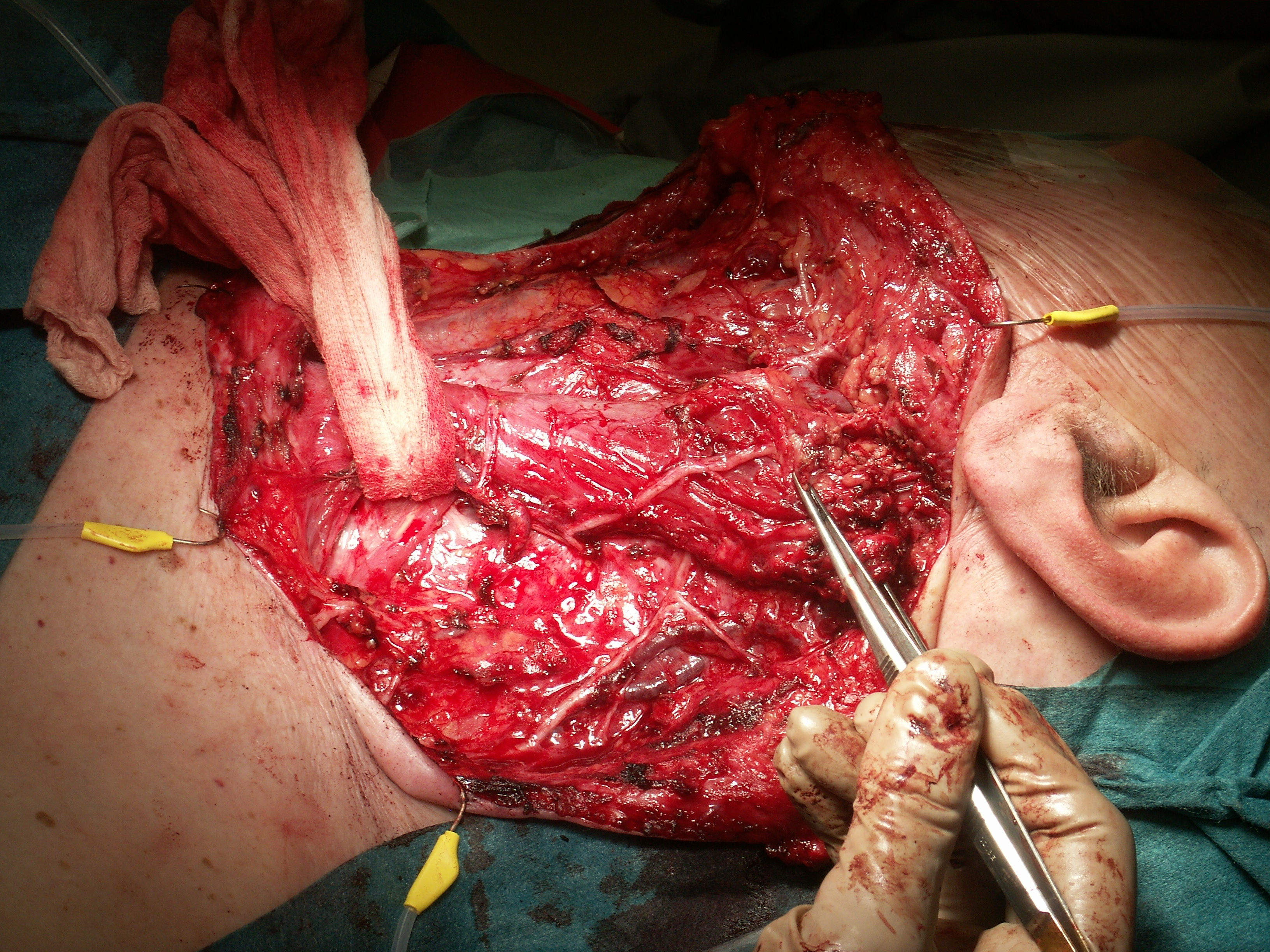

Der englische Begriff Neck-Dissection (dt. „Hals Ausräumung“) bezeichnet in der Medizin einen chirurgischen Eingriff mit Entfernung von Lymphknotengruppen  bis hin zu allen Lymphknoten einer Halsseite im Rahmen der operativen Therapie eines bösartigen Tumors im Kopf-Hals-Bereich.
Primärziel ist meistens, neben der eigentlichen Tumorentfernung auch mögliche Absiedlungen (sog. Metastasen) des Tumors in den betreffenden Lymphknotenstationen des Halses zu entfernen und eine weitere Streuung von Tumorzellen im Körper zu verhindern.

## Formen
Nach dem therapeutischen Ziel unterscheidet man folgende Formen:

### ProphylaktischeNeck-Dissection
Es werden auch ohne eine nachgewiesene Metastasierung die Lymphknoten entfernt. Dadurch kann sichergestellt werden, dass man auch eventuell vorhandene nicht sichtbare Mikrometastasen mit entfernt.

### TherapeutischeNeck-Dissection
Von einer therapeutischen Neck-Dissection spricht man, wenn in den Lymphknoten bereits Metastasen nachgewiesen sind.

## Anatomische Einteilung
Die einzelnen Lymphknotengruppen des Halses werden in sechs (nach Robbins 1991; modifiziert nach Robbins 2001) verschiedene Level mit 6 Sublevels unterteilt. Die Einteilung ist mittlerweile weitverbreitet, da sie über den operativen Aufwand und die Prognose bei Tumorentfernungen entscheidet:
Level I: Submentale/submandibuläre Lymphknotengruppe
Sublevel Ia: Submental:
Umfasst alle Lymphknoten innerhalb der dreieckigen Zone zwischen dem Vorderrand des M. digastricus, des Os hyoideum und der medianen Halsebene. Die untere Begrenzung bildet das Zungenbein. Vorhandene Metastasen stammen von Tumoren des Mundbodens, des vorderen Zungendrittels, den vorderen Unterkieferabschnitten und der Unterlippe.
Sublevel Ib: Submandibulär:
Alle Lymphknoten, die hinter dem vorderen Bauch des M. digastricus, vor dem M. stylohyoideus und unter dem Unterkieferkörper liegen. Die untere Begrenzung bildet der hintere Bauch des M. digastricus. Bei Ausräumung dieses Levels wird die Glandula submandibularis mit entfernt. Die häufigsten Metastasen stammen von Tumoren aus der Mundhöhle, der vorderen Nasenhöhle, der Glandula submandibularis und anderen Weichgewebstumoren des Mittelgesichts.
Level II: kraniojuguläre Lymphknotengruppe
Sublevel IIa: mediale kraniojuguläre Lymphknotengruppe:
Schließt alle Lymphknoten, die sich zwischen dem Hinterrand des M. stylohyoideus (Radiologisch: Hinterrand der Gl. submandibularis) und dem N. accessorius sowie der Schädelbasis und dem Unterrand des Os hyoideum befinden, ein. Das Level entspricht in etwa dem obersten Drittel der V. jugularis. Tumoren der Mund- und Nasenhöhle sowie des Naso-, Oro- und Hypopharynx, des Kehlkopfs und der Gl. parotis metastasieren bevorzugt in das gesamte Level II.
Sublevel IIb: laterale kraniojuguläre Lymphknotengruppe:
Beinhaltet alle Lymphknoten im Bereich zwischen dem N. accessorius und dem Hinterrand des M. sternocleidomastoideus sowie der Schädelbasis und dem Unterrand des Os hyoideum. Metastasen: siehe Level IIa.
Level III: mediojuguläre Lymphknotengruppe:
Lymphknoten des mittleren V. jugularis-Drittels. Das Level erstreckt sich vom Unterrand des Os hyoideum bis zum unteren Ende des Ringknorpels und von medial vom seitlichen Rand des M. sternohyoideus bis zum Hinterrand des M. sternocleidomastoideus. Metastasen finden sich vor allem von Tumoren aus der Mundhöhle, des Kehlkopfs und aus dem Naso-, Oro- und Hypopharynx.
Level IV: kaudojuguläre Lymphknotengruppe:
Level IV umfasst alle Lymphknoten, die das untere V. jugularis-Drittel umgeben. Das Level erstreckt sich vom Unterrand des Ringknorpels bis zur Oberkante des Schlüsselbeins und vom M. sternohyoideus bis zum Hinterrand des M. sternocleidomastoideus. Vor allem Tumoren aus dem Hypopharynx, der Schilddrüse, des Kehlkopfs und des cervicalen Abschnitts des Ösophagus metastasieren bevorzugt in dieses Level.
Level V: die Akzessoriusgruppe des posterioren Halsdreiecks:
Sublevel Va: kraniales posteriores Halsdreieck:
Das Level Va umfasst die Lymphknoten um den posterioren Verlauf des N. accessorius. Die dreieckige Form des Levels wird durch den Hinterrand des M. sternocleidomastoideus und den Vorderrand des M. trapezius vorgegeben. Basal wird das Dreieck durch die Verlängerung des Unterrands des Ringknorpels unscharf von Level Vb getrennt. Es finden sich vor allem Metastasen von Tumoren des Naso- und Oropharynx sowie der hinteren Kopf- und Nackenhaut.
Sublevel Vb: kaudales posteriores Halsdreieck:
Das Level beinhaltet alle Lymphknoten der transversalen Halsgefäße und die supraklavikulären Lymphknoten. Die sagittalen Begrenzungen entsprechen denen des Levels Va, nach kaudal wird das Level durch das Schlüsselbein begrenzt, nach kranial geht es in das Level Va über. Metastasen: siehe Level Va.
Level VI: vorderes Kompartment, para- und retropharyngeale Lymphknotengruppe:
Umfasst alle prä- und paratrachealen Lymphknoten und die perithyroidalen Lymphknoten, einschließlich der den N. laryngeus recurrens umgebenden Lymphknoten. Das Level befindet sich in der Medianebene des Halses und wird daher lateral von den Aa. carotis communis (dexter et sinister) begrenzt. Kranial endet das Level am Os hyoideum kaudal begrenzt die Fossa jugularis ("Drosselgrube") das Level. Metastasen stammen meist von Tumoren der Glottis, des cervicalen Ösophagus und der Schilddrüse.

## Operationstechniken

### Radikale Neck-Dissection
Dabei werden die Lymphknoten zusammen mit folgenden anatomischen Strukturen entfernt:
- Vena jugularis interna
- Musculus sternocleidomastoideus
- Musculus sternohyoideus
- Musculus sternothyroideus
- Musculus omohyoideus
- Glandula submandibularis
- Nervus accessorius

Der Verlust von Lymphknoten,  Fett- und Bindegewebe, Blutgefäßen, Speicheldrüsen und Muskelanteilen  geht also mit einem großen Gewebeverlust und damit auch funktionellen Einschränkungen für den Patienten einher.

### Modifiziert-Radikale Neck-Dissection
Wie Radikale Neck-Dissection unter Erhaltung mindestens einer nichtlymphatischen Struktur, z. B. des Nervus accessorius und damit geringere Bewegungseinschränkung im Kopf/Schulterbereich.
Die Modifiziert-Radikale Neck-Dissection wird eingeteilt in:
- Typ I: Ausräumung Level I–V, erhaltene Struktur: Nervus accessorius
- Typ II: Ausräumung Level I–V, erhaltene Strukturen: Nervus accessorius, Vena jugularis interna
- Typ III: Ausräumung Level I–V, erhaltene Strukturen: Nervus accessorius, Vena jugularis interna, Musculus sternocleidomastoideus

### Funktionelle Neck-Dissection
Die funktionelle Neck-Dissection hat ein besseres kosmetisches und funktionelles Ergebnis und hat z. B. beim Schilddrüsenkarzinom keine schlechtere Lebenserwartung als die klassische Neck-Dissection. Bei der funktionellen Neck-Dissection werden Muskeln, N. accessorius und Vena jugularis interna erhalten. Sind Lymphknoten mit der Vena jugularis verbacken, wird diese entfernt, ansonsten werden „nur“ die Lymphknoten reseziert.

### Selektive Neck-Dissection
Es werden selektiv die Regionen einer Halsseite entfernt, in denen Lymphknotenmetastasen eines Primärtumors nachgewiesen oder vermutet werden.
Die selektive Neck-Dissection wird eingeteilt in:
- Supraomohyoidal: Level I-III;
- Lateral: Level II-IV;
- Posterolateral: Level II-V;
- Anterior: Level VI
- Anterolateral: Level I-IV.

### Sentinel Node
Die erste Lymphstation nach einem Organ bezeichnet man als Sentinel-Lymphknoten (Wächterlymphknoten). Dieser Lymphknoten wird bei Tumoroperationen in der Regel mit entfernt. Ist dieser erste Lymphknoten frei von Metastasen, ist eine weitere Fernmetastasierung über die Lymphbahn unwahrscheinlich. Die Entfernung des Wächterlymphknotens ist keine Form der Neck-Dissection, sie ist vielmehr von prophylaktischer und diagnostischer Bedeutung.